# کوکو (فیلم ۲۰۰۲)
کوکو یک فیلم کمدی و درام روسی است که در سال ۲۰۰۲ به کارگردانی الکساندر روگوژکین ساخته شده. زمان فیلم به اواخر جنگ جهانی دوم بازمی‌گردد که در آن یک سرباز روسی و یک سرباز فنلاندی در خانهٔ روستایی یک زن سامی با هم برخورد می‌کنند.

## داستان فیلم
داستان در سپتامبر ۱۹۴۴ می‌گذرد، قبل از این که فنلاند از جنگ در مقابل اتحاد جماهیر شوروی انصراف دهد. ویکو، یک سرباز فنلاندی، به وسیلهٔ هم‌رزمان فنلاندی و آلمانی‌اش به صلح‌طلبی متهم می‌شود. به عنوان تنبیه او را با پابند به یک تخته سنگ می‌بندند و اسلحه و مقدار کمی آذوقه و مواد اولیه هم در اختیارش قرار می‌دهند. هم‌چنین برای این که اطمینان حاصل کنند که سرباز خواهد جنگید، به او لباس اس‌اس مسلح می‌پوشانند چرا که سربازان شوروی در برابر جنگجویان اس‌اس هیچ رحمی نداشتند. پس از چندین روز تلاش ناموفق، ویکو بالاخره موفق می‌شود خود را از پابند آزاد کند و در حالی که هنوز زنجیر به پا دارد به دنبال سرپناهی می‌گردد.
از طرف دیگر، ایوان، یک فرمانده ارتش سرخ متهم به مکاتبات ضد شوروی شده و به وسیلهٔ پلیس سری دستگیر شده‌است. در مسیر دادگاه نظامی، هواپیماهای شوروی به اشتباه ماشین حامل او را بمباران می‌کنند که باعث کشته شدن راننده و محافظ ایوان می‌شود. در تمام این مدت ویکو با دوربین تفنگ شاهد این بمباران است.
در فاصله‌ای نه چندان زیاد از این اتفاقات، مزرعهٔ آنی قرار دارد که یک زن سامی است که با پرورش گوزن و ماهی‌گیری روزگار می‌گذراند. شوهر او از طرف مقامات فنلاندی به اجبار به جنگ برده شده و از چهار سال قبل تا به حال هیچ خبری از او نرسیده. آنی، که با گرسنگی و تنهایی دست و پنجه نرم می‌کرد، در یکی از گردش‌های‌اش به دنبال غذا با بدن‌های بی‌جان ایوان و محافظانش برخورد می‌کند. در هنگام به خاک سپاری پیکرهای این سربازهای شوروی، آنی متوجه می‌شود که ایوان با این که به شدت مجروح شده، هنوز زنده است. آنی ایوان را به کلبه‌اش می‌برد و از او پرستاری می‌کند تا این که سلامت‌اش را بازیابد. در عین حال ویکو به دنبال ابزارهایی برای بازکردن زنجیرهای‌اش، به مزرعهٔ آنی می‌رسد. با این ترتیب جنگ جهانی دوم ارتباطی رقم می‌زند که تا قبل از این کاملاً نامحتمل می‌نمود: سه شخص متفاوت از سه فرهنگ متفاوت با زبان‌های متفاوت.